# Eufrósine (século IX)
Eufrósine ou Eufrosina era filha do imperador bizantino Constantino VI, o último governante da Dinastia isáurica, e Maria de Âmnia. Ela foi imperatriz-consorte, esposa de Miguel II, o Amoriano.

## Vida
Em janeiro de 795, Constantino se divorciou de Maria e enviou a ex-esposa, Eufrósine e a irmã dela, Irene, para um convento na ilha de Príncipo. O imperador em seguida se casou com sua amante, Teódota.
Eufrósine ficou no mosteiro até por volta de 823. O imperador Miguel II havia ascendido ao trono três anos antes, mas suas pretensões dinásticas eram vagas na melhor das hipóteses. Sua primeira esposa, Tecla, morreu logo no início de seu reinado e o imperador então decidiu reforçar sua posição se casando com uma princesa imperial. E ele escolheu Eufrósine.
Ela foi então retirada do convento e retornou à corte como a nova imperatriz-consorte bizantina. Contudo, o altamente controverso casamento se mostrou incapaz de produzir herdeiros. Miguel II morreu em 2 de outubro de 829 e foi sucedido por Teófilo, seu filho do casamento com Tecla.
Como sua madrasta, Eufrósine ainda conseguia tomar algumas decisões em nome do jovem imperador. Ela realizou um desfile de noivas para ele e provavelmente foi ela quem escolheu a dedo sua nova nora, Teodora. Logo depois, ela novamente se retirou para o mosteiro. Teófanes Continuado, a continuação da crônica de Teófanes, o Confessor, indica que Teófilo a teria obrigado a manter seus votos monásticos, encerrando definitivamente a controvérsia sobre a sua presença na corte.
Teodora seria a responsável, no futuro, por restaurar a veneração dos ícones no Império, proibida desde o Concílio de Constantinopla de 815, convocado por Leão V, o Armênio. Se Eufrósine compartilhava das tendências iconódulas de sua nora - e a teria escolhido por isso - permanece tema de debate.
Eufrósine aparece ainda mais duas vezes no registro histórico. Depois que rumores chegaram à capital dando conta de que Teófilo teria sido morto na campanha contra o general abássida Caidar ibne Cavus Alafexim na Anatólia, os senadores e funcionários da corte que se opunham ao imperador não se importaram em tentar descobrir se as notícias eram ou não verdadeiras e já partiram em busca de candidatos para o trono. Eufrósine, ciente destas manobras, enviou um mensageiro até o enteado, aconselhando-o a voltar rapidamente para a capital. De acordo com fonte árabes e sírias posteriores, a mensagem dizia "Os romanos que chegaram relataram que você foi morto e desejam nomear um novo rei; volte rapidamente", o que Teófilo fez imediatamente.
A hagiografia de São Miguel de Sincelo, um iconódulo aprisionado por suas crenças, relata que Eufrósine teria lhe oferecido comida, bebida e roupas durante sua prisão em 836, o que, novamente, levanta a questão sobre suas próprias crenças. 
Não se sabe quando Eufrósine morreu.